# Amrapalia unimaculata
Amrapalia unimaculata là một loài tò vò trong họ Ichneumonidae.